# Cognitieve grammatica
De cognitieve grammatica is een door Ronald Langacker ontworpen grammaticamodel binnen de cognitieve taalkunde dat gebaseerd is op het idee dat symbolen en bepaalde combinaties van semantische structuren de primaire basis vormen van taal. Syntaxis bestaat volgens de cognitieve grammatica uit niets anders dan een verzameling constraints die kunnen worden gecombineerd om grotere eenheden zoals zinnen te vormen. De cognitieve grammatica vertoont veel raakvlakken  met de constructiegrammatica. 
Het model van de cognitieve taalkunde en grammatica is grotendeels gebaseerd op principes uit de Gestaltpsychologie. Langacker gaat verder uit van een formalistische in plaats van een functionalistische benadering; syntaxis, semantiek en morfologie komen niet of althans niet uitsluitend voort uit abstracte regels, maar uit alles wat met het cognitievermogen te maken heeft. Zogeheten "cognitieve domeinen" bepalen bijvoorbeeld de manier waarop zelfstandige naamwoorden in klassen zoals telbaar en niet-telbaar worden ingedeeld. Daarnaast spelen zintuiglijke waarnemingen – in het bijzonder op het visuele vlak – en het verband tussen taal en werkelijkheid (of met andere woorden de verhouding woord/concept) op deze manier een belangrijke rol bij het vormen van taalstructuur.  